# Pol van Boekel
Paulus Hendrikus Martinus (Pol) van Boekel (Vierlingsbeek, 19 september 1975) is een Nederlands voetbalscheidsrechter en ex-profvoetballer. Van Boekel arbitreert sinds 2004 in het Nederlandse betaald voetbal.

## Carrière als speler
Van Boekel, zoon van voormalig grensrechter Jos van Boekel, maakte in 1991 de overstap van amateurclub Volharding uit zijn geboortedorp Vierlingsbeek naar de jeugd van VVV. Op 7 april 1995 debuteerde hij daar in het eerste elftal tijdens een uitwedstrijd bij FC Zwolle, als invaller voor Geert Braem. Aanvankelijk werd de Brabander ingezet als vleugelaanvaller, waar hij doorgaans genoegen moest nemen met invalbeurten. Later slaagde Van Boekel er in om als back wel een vaste waarde te worden bij de Venlose eerstedivisionist. In zes jaar betaald voetbal speelde hij 128 competitiewedstrijden, waarin hij acht doelpunten scoorde. Toen zijn contract niet werd verlengd in 2000 besloot hij over te stappen naar JVC Cuijk, om via deze hoofdklasser zijn rentree te maken in het betaald voetbal. Na een half jaar kwam hij echter tot de conclusie dat vanwege de lagere trainingsfrequentie en de onpraktische trainingstijden bij de amateurs er weinig kans was op een terugkeer, en de verdediger legde zich toe op een scheidsrechterscarrière.

### Clubstatistieken
| Seizoen         | Club            | Competitie      | Competitie | Competitie | Beker | Beker | Nacompetitie | Nacompetitie | Totaal | Totaal |
| Seizoen         | Club            | Competitie      | Wed.       | Dlp.       | Wed.  | Dlp.  | Wed.         | Dlp.         | Wed.   | Dlp.   |
| --------------- | --------------- | --------------- | ---------- | ---------- | ----- | ----- | ------------ | ------------ | ------ | ------ |
| 1994/95         | VVV             | Eerste divisie  | 6          | 2          | 0     | 0     | 6            | 1            | 12     | 3      |
| 1995/96         | VVV             | Eerste divisie  | 21         | 2          | 0     | 0     | 5            | 0            | 26     | 2      |
| 1996/97         | VVV             | Eerste divisie  | 11         | 0          | 1     | 0     | 5            | 0            | 17     | 0      |
| 1997/98         | VVV             | Eerste divisie  | 31         | 2          | 3     | 0     | —            | —            | 34     | 2      |
| 1998/99         | VVV             | Eerste divisie  | 32         | 2          | 4     | 1     | —            | —            | 36     | 3      |
| 1999/00         | VVV             | Eerste divisie  | 27         | 0          | 3     | 0     | —            | —            | 30     | 0      |
| Carrière totaal | Carrière totaal | Carrière totaal | 128        | 8          | 11    | 1     | 16           | 1            | 155    | 10     |

## Carrière als scheidsrechter
Van Boekel maakte al in het seizoen 1999-2000 zijn debuut als scheidsrechter in het amateurcircuit, tijdens een wedstrijd tussen vijfdeklassers HRC '27 en SVVH. Na een scheidsrechtercursus voor oud-profvoetballers werd hij bevorderd naar de C-lijst van de KNVB en op 14 mei 2004 debuteerde hij in het betaald voetbal bij een wedstrijd tussen FC Dordrecht en TOP Oss. Een jaar eerder was hij - in de functie van vierde official - reeds ingevallen voor de geblesseerde Jan Wegereef. De ex-voetballer promoveerde in korte tijd via de B- naar de A-lijst, waardoor hij bevoegd was in de eredivisie te fluiten. In 2007 werd hij door Voetbal International gekozen tot op een na beste arbiter achter Roelof Luinge. Beiden haalden gemiddeld 3 van de 5 sterren per wedstrijd volgens het rankingsysteem van VI, maar omdat Van Boekel 7 duels minder had gefloten eindigde hij op de tweede plaats.
Per 1 januari 2008 is de ex-VVV'er gepromoveerd tot FIFA-scheidsrechter, waarmee hij internationale wedstrijden mag fluiten. De arbiter, die parttime als hypotheekadviseur actief is, woont in Vierlingsbeek.
In 2012 floot hij de KNVB bekerfinale tussen PSV en Heracles Almelo. Bovendien was hij in dat jaar actief op het Europees Kampioenschap voetbal 2012. Hij was actief als vijfde official in het team van Björn Kuipers. Daarnaast was hij actief als vierde official bij de wedstrijd Zweden-Frankrijk.
Per 1 januari 2016 werd Van Boekel door de UEFA ingedeeld binnen Group 2 Referees, na enkele jaren een groep hoger actief te zijn geweest. Tijdens het Europees Kampioenschap voetbal 2016 was Van Boekel opnieuw actief als Additional Assistant Referee in het team van Björn Kuipers.
Van Boekel kreeg in juli 2017 een wedstrijd toegewezen in de tweede voorronde van de Champions League. Hij floot Partizan Belgrado tegen Buducnost Podgorica.

### Nationale finales
| Datum        | Stadion         | Stad      | Wedstrijd             | Uitslag | Competitie           | Kreeg geel | Kreeg voor de tweede keer geel en dus rood | Weggestuurd |
| ------------ | --------------- | --------- | --------------------- | ------- | -------------------- | ---------- | ------------------------------------------ | ----------- |
| 30 juli 2011 | Amsterdam ArenA | Amsterdam | AFC Ajax – FC Twente  | 1 – 2   | Johan Cruijff Schaal | 4          | 1                                          | 0           |
| 8 april 2012 | De Kuip         | Rotterdam | PSV – Heracles Almelo | 3 – 0   | KNVB beker-finale    | 5          | 0                                          | 0           |

### Interlands
| Datum            | Stadion            | Stad      | Wedstrijd              | Uitslag | Competitie        | Kreeg geel | Kreeg voor de tweede keer geel en dus rood | Weggestuurd |
| ---------------- | ------------------ | --------- | ---------------------- | ------- | ----------------- | ---------- | ------------------------------------------ | ----------- |
| 14 november 2009 | Stade Josy Barthel | Luxemburg | Luxemburg – IJsland    | 1 – 1   | Vriendschappelijk | 0          | 0                                          | 0           |
| 3 maart 2010     | Ljudski vrt        | Maribor   | Slovenië – Qatar       | 4 – 1   | Vriendschappelijk | 1          | 0                                          | 0           |
| 16 november 2010 | Pittodrie Stadium  | Aberdeen  | Schotland – Faeröer    | 3 – 0   | Vriendschappelijk | 0          | 0                                          | 0           |
| 6 september 2011 | Ta' Qalistadion    | Ta' Qali  | Malta – Georgië        | 1 – 1   | EK-kwalificatie   | 3          | 0                                          | 0           |
| 7 september 2012 | Stadionul Zimbru   | Chişinău  | Moldavië – Engeland    | 0 – 5   | WK-kwalificatie   | 2          | 0                                          | 0           |
| 3 juni 2014      | Andrův stadion     | Olomouc   | Tsjechië – Oostenrijk  | 1 – 2   | Vriendschappelijk | 0          | 0                                          | 0           |
| 9 oktober 2014   | Borisov Arena      | Borisov   | Wit-Rusland – Oekraïne | 0 – 2   | EK-kwalificatie   | 3          | 0                                          | 0           |
| 12 oktober 2015  | A. Le Coq Arena    | Tallinn   | Estland – Zwitserland  | 0 – 1   | EK-kwalificatie   | 1          | 0                                          | 0           |
| 13 november 2017 | Goffertstadion     | Nijmegen  | Venezuela – Iran       | 0 – 1   | Vriendschappelijk | 2          | 0                                          | 0           |
| 19 november 2018 | Kehrwegstadion     | Eupen     | Qatar – IJsland        | 2 – 2   | Vriendschappelijk | 1          | 0                                          | 0           |

### Continentaal voetbal
| Datum             | Stadion                      | Stad          | Wedstrijd                              | Uitslag | Competitie                      | Kreeg geel | Kreeg voor de tweede keer geel en dus rood | Weggestuurd |
| ----------------- | ---------------------------- | ------------- | -------------------------------------- | ------- | ------------------------------- | ---------- | ------------------------------------------ | ----------- |
| 23 juli 2009      | Brandywell Stadium           | Derry         | Derry City – Skonto Riga               | 1 - 0   | Voorronde UEFA Europa League    | 2          | 0                                          | 0           |
| 30 juli 2009      | Boris Paitsjadzestadion      | Tbilisi       | Dinamo Tbilisi – Rode Ster Belgrado    | 2 - 0   | Voorronde UEFA Europa League    | 4          | 0                                          | 0           |
| 22 juli 2010      | Stadion Poljud               | Split         | HNK Šibenik – Anorthosis Famagusta     | 0 - 3   | Voorronde UEFA Europa League    | 5          | 0                                          | 0           |
| 5 augustus 2010   | Generali Arena               | Wenen         | Austria Wien – Ruch Chorzow            | 3 - 0   | Voorronde UEFA Europa League    | 1          | 0                                          | 1           |
| 26 juli 2011      | Neo GSP                      | Nicosia       | APOEL Nicosia – Slovan Bratislava      | 0 - 0   | Voorronde UEFA Champions League | 3          | 0                                          | 0           |
| 25 augustus 2011  | Stadion Vasil Levski         | Sofia         | CSKA Sofia – Steaua Boekarest          | 1 - 1   | UEFA Europa League              | 4          | 0                                          | 0           |
| 15 september 2011 | Letzigrund                   | Zürich        | FC Zürich – Sporting Portugal          | 0 - 2   | UEFA Europa League              | 7          | 0                                          | 0           |
| 20 oktober 2011   | Stadion Lokomotiv            | Moskou        | Lokomotiv Moskou – AEK Athene          | 3 - 1   | UEFA Europa League              | 3          | 0                                          | 0           |
| 31 juli 2012      | Fir Park                     | Motherwell    | Motherwell FC – Panathinaikos FC       | 0 - 2   | Voorronde UEFA Champions League | 1          | 0                                          | 0           |
| 23 augustus 2012  | Stadion u Nisy               | Liberec       | Slovan Liberec – Dnipro Dnipropetrovsk | 2 - 2   | Voorronde UEFA Champions League | 3          | 0                                          | 0           |
| 20 september 2012 | Bloomfield Stadium           | Tel-Aviv      | Hapoel Tel Aviv FC – Atletico Madrid   | 0 - 3   | UEFA Europa League              | 5          | 0                                          | 0           |
| 8 november 2012   | Estadio San Mamés            | Bilbao        | Athletic de Bilbao – Olympique Lyon    | 2 - 3   | UEFA Europa League              | 8          | 0                                          | 0           |
| 14 februari 2013  | Stadio San Paolo             | Napels        | SSC Napoli – Viktoria Plzen            | 0 - 3   | UEFA Europa League              | 3          | 0                                          | 0           |
| 30 juli 2013      | Stadio Toumbas               | Thessaloniki  | PAOK Saloniki – Metalist Charkov       | 0 - 2   | Voorronde UEFA Champions League | 5          | 0                                          | 0           |
| 22 augustus 2013  | Boris Paitsjadzestadion      | Tbilisi       | Dinamo Tbilisi – Tottenham Hotspur     | 0 - 5   | UEFA Europa League              | 4          | 0                                          | 0           |
| 19 september 2013 | Ljudski vrt                  | Maribor       | NK Maribor – Rubin Kazan               | 2 - 5   | UEFA Europa League              | 5          | 0                                          | 0           |
| 24 oktober 2013   | Estadio Mestalla             | Valencia      | Valencia CF – FC Sankt Gallen          | 5 - 1   | UEFA Europa League              | 1          | 0                                          | 0           |
| 27 februari 2014  | Donbas Arena                 | Donetsk       | Shakhtar Donetsk – Viktoria Plzen      | 1 - 2   | UEFA Europa League              | 4          | 0                                          | 0           |
| 30 juli 2014      | Pepsi Arena                  | Warschau      | Legia Warschau – Celtic FC             | 4 - 1   | Voorronde UEFA Champions League | 5          | 0                                          | 1           |
| 30 juli 2015      | Stadionul Trans-Sil          | Târgu Mureș   | Târgu Mureș – AS Saint-Étienne         | 0 - 3   | Voorronde UEFA Europa League    | 5          | 0                                          | 0           |
| 1 oktober 2015    | Veltins Arena                | Gelsenkirchen | Schalke 04 – Asteras Tripolis          | 4 - 0   | UEFA Europa League              | 2          | 0                                          | 0           |
| 22 oktober 2015   | Constant Vanden Stockstadion | Brussel       | RSC Anderlecht – Tottenham Hotspur     | 2 - 1   | UEFA Europa League              | 3          | 0                                          | 0           |

### Overige internationale wedstrijden
| Datum            | Stadion           | Stad       | Wedstrijd                         | Uitslag | Competitie             | Kreeg geel | Kreeg voor de tweede keer geel en dus rood | Weggestuurd |
| ---------------- | ----------------- | ---------- | --------------------------------- | ------- | ---------------------- | ---------- | ------------------------------------------ | ----------- |
| 8 oktober 2009   | Stadion Čika Dača | Kragujevac | Griekenland -19 – Wit-Rusland -19 | 1 - 0   | UEFA U19 Kampioenschap | 2          | 0                                          | 0           |
| 11 oktober 2009  | Stadion Čika Dača | Kragujevac | Servië -19 – Griekenland -19      | 1 - 0   | UEFA U19 Kampioenschap | 5          | 0                                          | 0           |
| 10 augustus 2010 | Tallaght Stadium  | Dublin     | Ierland -21 – Estland -21         | 5 - 0   | UEFA U21 Kampioenschap | 5          | 0                                          | 0           |
| 7 oktober 2010   | Slokas Stadionā   | Jūrmala    | Kroatië -19 – Faeröer -19         | 2 - 2   | UEFA U19 Kampioenschap | 2          | 0                                          | 0           |
| 9 oktober 2010   | Stadions Arkādija | Riga       | Letland -19 – Kroatië -19         | 1 - 2   | UEFA U19 Kampioenschap | 3          | 1                                          | 1           |

### Interlands als 4e official
| Datum            | Stadion                           | Stad      | Wedstrijd                    | Uitslag | Competitie        | Scheidsrechter |
| ---------------- | --------------------------------- | --------- | ---------------------------- | ------- | ----------------- | -------------- |
| 6 september 2008 | Stadio Antonis Papadopoulos       | Larnaca   | Cyprus – Italië              | 1 – 2   | WK-kwalificatie   | Pieter Vink    |
| 28 maart 2009    | S. Dariaus ir S. Girėno stadionas | Kaunas    | Litouwen – Frankrijk         | 0 – 1   | WK-kwalificatie   | Eric Braamhaar |
| 6 juni 2009      | Stadion Crvena Zvezda             | Belgrado  | Servië – Oostenrijk          | 1 – 0   | WK-kwalificatie   | Pieter Vink    |
| 10 juni 2009     | Wembley Stadium                   | Londen    | Engeland – Andorra           | 6 – 0   | WK-kwalificatie   | Bas Nijhuis    |
| 9 september 2009 | Windsor Park                      | Belfast   | Noord-Ierland – Slowakije    | 0 – 2   | WK-kwalificatie   | Björn Kuipers  |
| 29 maart 2011    | A. Le Coq Arena                   | Tallinn   | Estland – Servië             | 1 – 2   | EK-kwalificatie   | Bas Nijhuis    |
| 7 oktober 2011   | Estádio Do Dragão                 | Porto     | Portugal – IJsland           | 5 – 3   | EK-kwalificatie   | Bas Nijhuis    |
| 19 juni 2012     | NSK Olimpijs'kyj                  | Kiev      | Zweden – Frankrijk           | 2 – 0   | EK 2012           | Pedro Proenca  |
| 22 maart 2013    | Stadion Bilino Polje              | Zenica    | Bosnië en Her. – Griekenland | 3 – 1   | WK-kwalificatie   | Björn Kuipers  |
| 8 september 2013 | Stadion Narodowy                  | Warschau  | Polen – Montenegro           | 1 – 1   | WK-kwalificatie   | Björn Kuipers  |
| 15 oktober 2013  | Stade de Suisse                   | Bern      | Zwitserland – Slovenië       | 1 – 0   | WK-kwalificatie   | Björn Kuipers  |
| 19 november 2013 | Stadion Maksimir                  | Zagreb    | Kroatië – IJsland            | 2 – 0   | WK-kwalificatie   | Björn Kuipers  |
| 31 mei 2014      | Amsterdam ArenA                   | Amsterdam | Nederland – Ghana            | 1 – 0   | Vriendschappelijk | Carlos Xistra  |